# Donville-les-Bains
 Donville-les-Bains  là một xã thuộc tỉnh Manche trong vùng Normandie tây bắc nước Pháp. Xã này nằm ở khu vực có độ cao từ 0-68 mét trên mực nước biển.